# Mnemic
Mnemic är ett danskt metalband som bildades år 1998. Bandet består av fem medlemmar: Guillaume Bideau, Mircea Gabriel Eftemie, Rune Stigart, Tomas "Obeast" Koefod och Brian "Brylle" Rasmussen.

## Medlemmar
Senaste medlemmar
- Mircea Gabriel Eftemie – gitarr, keyboard (1998– )
- Guillaume Bideau – sång (2006– )
- Simone Bertozzi – basgitarr (2011– )
- Brian Larsen – trummor (2011– )

Tidigare medlemmar
- Michael Bøgballe – sång (2001–2005)
- Mikkel Larsen – basgitarr (1998–2003)
- Mark Bai – sång (1998–2001)
- Thomas 'Obeast' Koefoed – basgitarr (2003–2011)
- Brian "Brylle" Rasmussen – trummor (1998–2011)
- Rune Stigart – gitarr (1998–2011)
- Victor-Ray Salomonsen Ronander – gitarr (2011–2013)

Turnerande medlemmar
- Tony Jelencovich – sång (2005–2006)
- Victor-Ray Salomonsen Ronander – gitarr (2009–2010)
- Brian Larsen – trummor (2011)

## Diskografi
Studioalbum
- Mechanical Spin Phenomena (2003)
- The Audio Injected Soul (2004)
- Passenger (2007)
- Sons Of The System (2010)
- Mnemesis (2012)

Singlar
- "Mechanical Spin Phenomena" (2003)
- "Deathbox" (2004)
- "Door 2.12" (2004)
- "Ghost" (2004)
- "Meaningless" / "What's Left" (2007)
- "Diesel Uterus" (2010)
- "I've Been You" (2012)